# Apolinario de Almeida
Apolinario de Almeida (Lisbona, 22 luglio 1587 – Lago Tana, 15 giugno 1638) è stato un arcivescovo cattolico e missionario portoghese.

## Biografia
Fu eletto arcivescovo titolare di Nicea nel 1627 e poi coadiutore di Alfonso Mendez, ultimo patriarca latino di Etiopia. Fu espulso da questo paese nel 1630 e, poiché oppose resistenza coadiuvato da altri due religiosi, Giacinto Franceschi e Francisco Ruiz, fu con loro impiccato su un'isoletta.

## Genealogia episcopale e successione apostolica
La genealogia episcopale è:
- Arcivescovo José de Melo
- Patriarca Apolinario de Almeida, S.I.

La successione apostolica è:
- Vescovo Jorge de Melo (1627)